# 행정조사
행정조사(行政調査)는 행정기관이 행정작용을 위하여 필요한 정보나 자료 등을 얻기 위하여 행하는 일체의 행정활동을 말한다. 즉, 행정청이 행정작용에 필요한 자료를 얻기 위하여 하는 권력적 조사작용을 말한다. 행정조사는 사전에 의무를 부과하지 않고 하는 행정작용이며, 권력적 작용이란 행정상 즉시강제와는 다르다. 행정조사는 권력작용이기 때문에 쟁송으로 이를 다툴 수 있다. 행정조사는 직접 개인의 권리과계에 변동을 목적으로 하는 것이 아니고 장래의 행정작용을 위한 준비적·보조적 수단으로서의 사실행위로 본다. 다만, 행정조사를 넓은 의미의 행정절차의 한 요소로 보는 견해가 있다.

## 헌법상의 영장주의의 행정조사에 대한 적용여부
학설상으로는 적극설과 소극설의 견해가 대립된다.

## 행정조사거부시 강행가능 여부
행정조사를 하는 과정에서 상대방이 거부한 경우 관계공무원이 실력을 행사하여 그것을 강행할 수 있는가에 대하여 긍정하는 견해도 있고 원칙적으로 부정하되 행정조사의 목적달성을 위해 실력행사가 반드시 수반되어야 하는 경우만 인정하는 절충설의 입장이 있다.

## 관련 조문
국세기본법 제81조의4(세무조사권 남용 금지) 

① 세무공무원은 적정하고 공평한 과세를 실현하기 위하여 필요한 최소한의 범위에서 세무조사를 하여야 하며, 다른 목적 등을 위하여 조사권을 남용해서는 아니 된다.

② 세무공무원은 다음 각 호의 어느 하나에 해당하는 경우가 아니면 같은 세목 및 같은 과세기간에 대하여 재조사를 할 수 없다.

1. 조세탈루의 혐의를 인정할 만한 명백한 자료가 있는 경우

2. 거래상대방에 대한 조사가 필요한 경우

3. 2개 이상의 사업연도와 관련하여 잘못이 있는 경우

4. 제65조제1항제3호(제66조제6항과 제81조에서 준용하는 경우를 포함한다)에 따른 필요한 처분의 결정에 따라 조사를 하는 경우

5. 그 밖에 제1호부터 제4호까지와 유사한 경우로서 대통령령으로 정하는 경우

## 참고 문헌
- 남궁근, 행정조사방법론, 법문사, 2010. ISBN 9788918023557
- 정재욱, 현대 행정조사 방법론 경영.사회도서 05, 배재대학교출판부, 2005. ISBN 8987036456

## 같이 보기
- 행정조사기본법